# James Bouknight
James David Bouknight (ur. 18 września 2000 w Nowym Jorku) – amerykański koszykarz, występujący na pozycji rzucającego obrońcy, obecnie zawodnik Charlotte Hornets.

## Osiągnięcia
Stan na 17 września 2023, na podstawie
, o ile nie zaznaczono inaczej.
NCAA
- Uczestnik rozgrywek turnieju NCAA (2021)
- Zaliczony do:
  - I składu:
    - najlepszych pierwszorocznych zawodników konferencji American Athletic (AAC – 2020)
    - Big East (2021)
    - turnieju:
      - Charleston Classic (2020)
      - Legends Classic (2021)

  - III składu All-AAC (2020)
  - składu honorable mention All-American (2021 przez Associated Press)
- Zawodnik tygodnia AAC (10.02.2020)
- Debiutant tygodnia AAC (17.02.2020, 25.11.2019)